# Policía militar

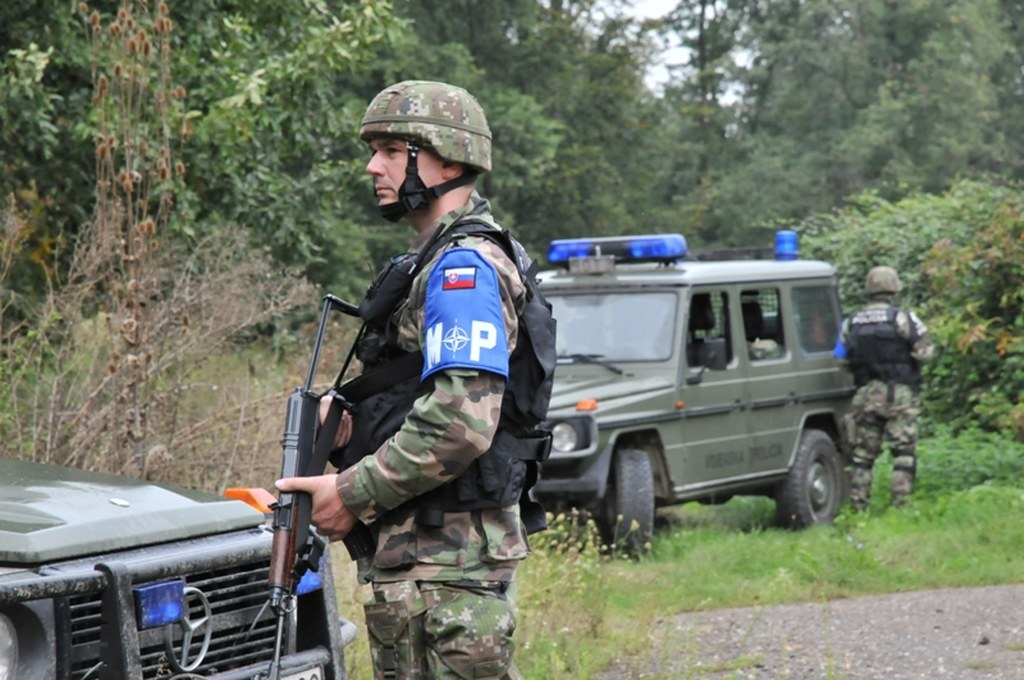
Policía militar eslovaca.

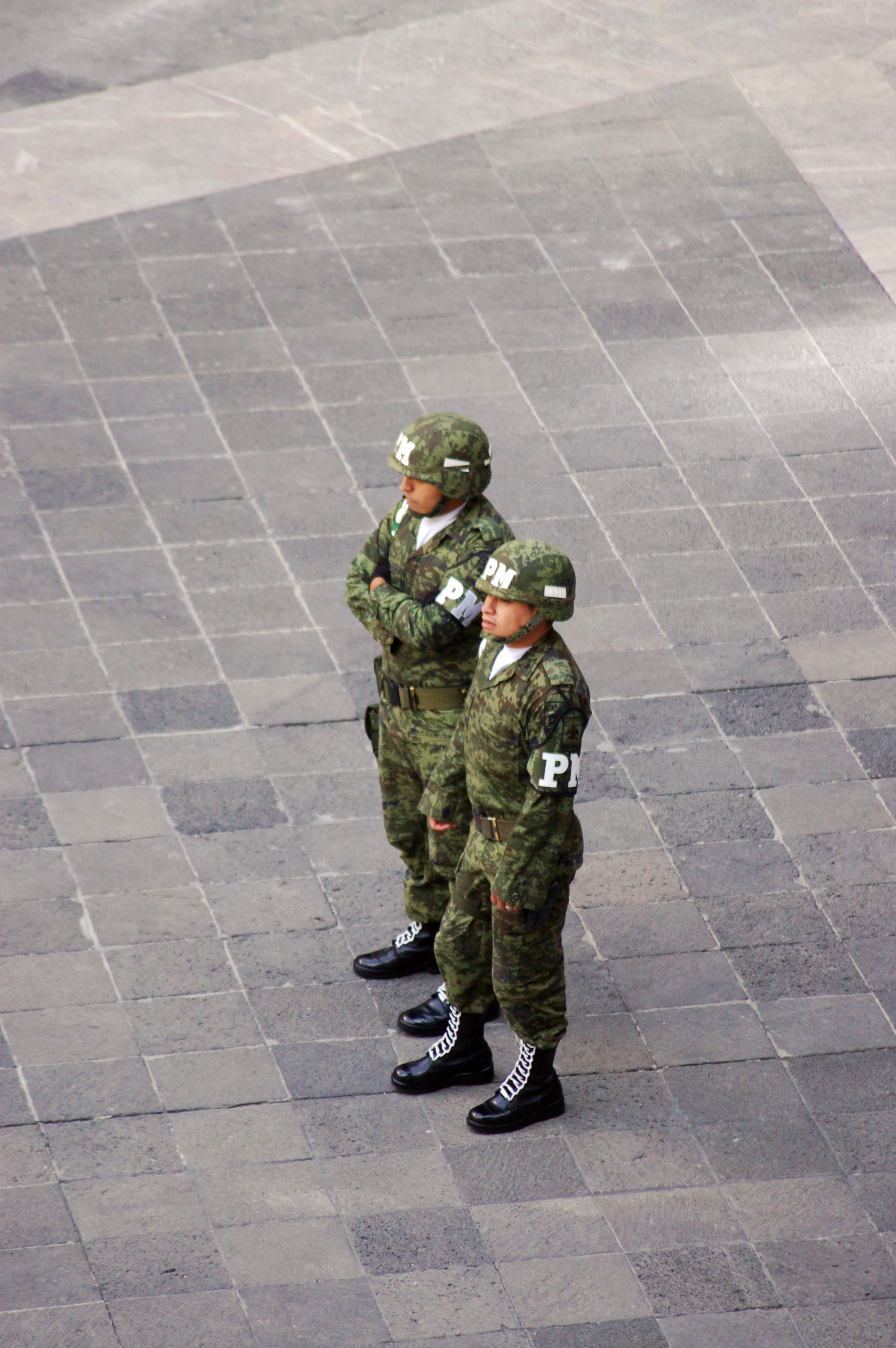
Elementos del Cuerpo de Policía Militar de México.

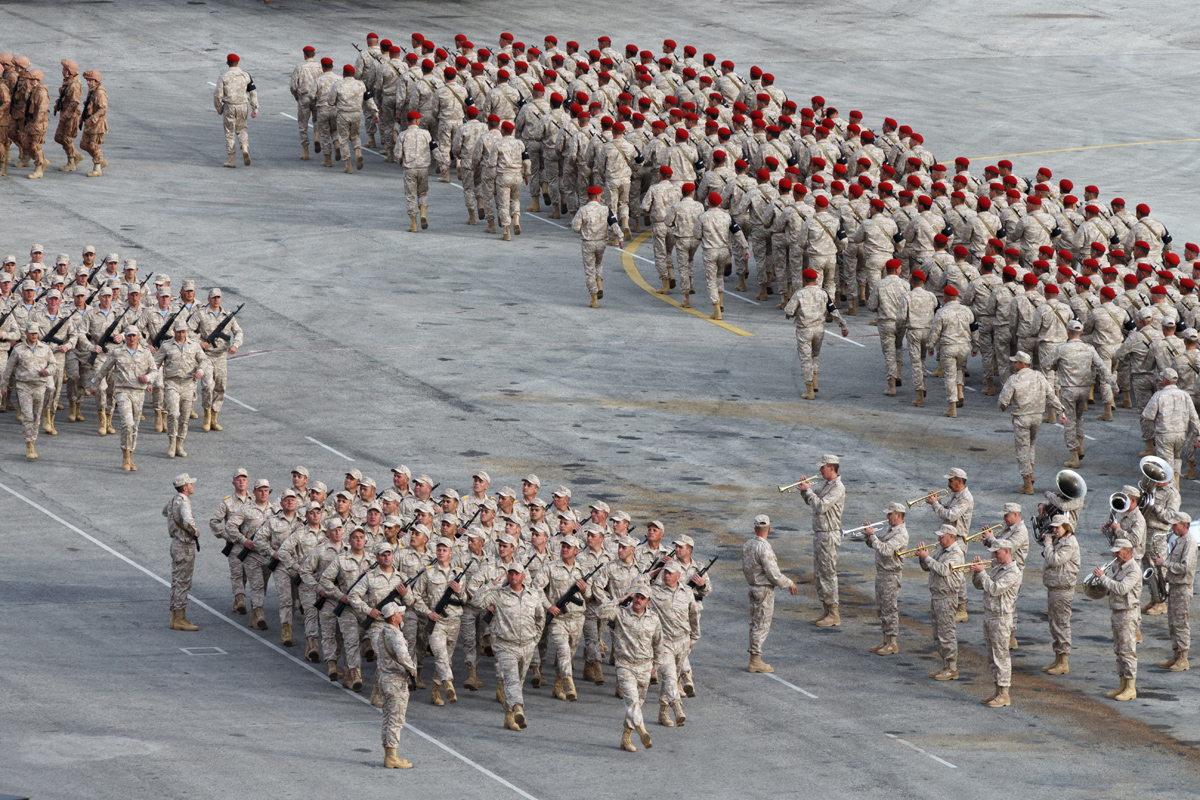
Policía militar rusa en Siria como parte de la participación rusa en la guerra civil de dicho país (2018).

La policía militar (abreviado PM) es un tipo de fuerza policial que opera dentro de una estructura militar.

## Funciones

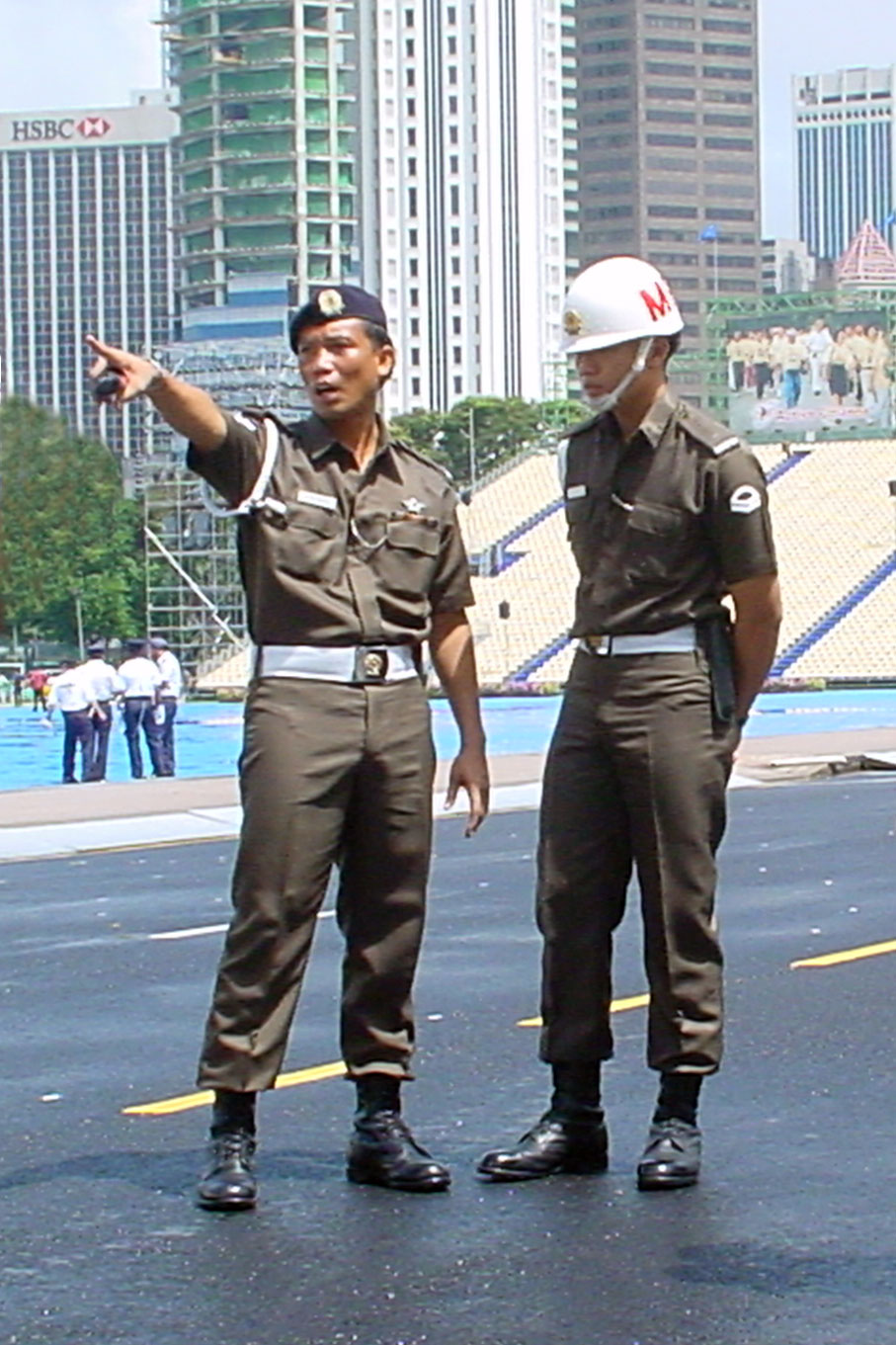
Un Comando de Policía Militar de las Fuerzas Armadas dando cobertura en Singapur durante el Día del Desfile Nacional en 2000.

La policía militar está al cargo del cumplimiento de la ley, incluyendo investigaciones criminales, en las propiedades militares y en temas que conciernen al personal militar, seguridad de las instalaciones, protección personal de los oficiales militares de avanzada edad, gestión de los prisioneros de guerra, gestión de las prisiones militares, busca y captura de los desertores, control de tráfico, señalización de rutas y gestión del abastecimiento. Sin embargo, no todas las policías militares se encargan de todas estas tareas.
El personal de esta policía no está en los combates de primera línea, pero a veces se destina con un carácter defensivo a operaciones de defensa principal en zonas de la retaguardia.
En algunos países, una fuerza de policía militar, genéricamente llamada gendarmería, también sirve como policía nacional, a menudo actuando como un fuerte respaldo para la policía civil y/o los distritos de policía rural. Para estas tareas, estas fuerzas de seguridad están bajo el control civil y funcionan de la misma forma que las fuerzas de seguridad civiles. Esta gendarmería puede que actúe como una policía militar cuando se contempla desde las fuerzas armadas. En la mayoría de los países, la policía militar que no forma parte de las fuerzas de gendarmería, no tiene poderes policiales sobre los civiles a no ser que estén en zona militar. 
El estatus de la policía militar se muestra normalmente con un casco y/o una banda en el brazo o algo luminoso en el hombro. Durante la Segunda Guerra Mundial, la policía militar de las Fuerzas Armadas alemanas todavía usaba un gorjal metálico como emblema.

## Policía militar por país

### Argelia
La policía militar de Argelia (PMA) y los batallones de la policía militar, son unidades de combate pertenecientes a la policía militar del Ejército Nacional Popular de Argelia (ENPA). La policía militar de Argelia existe desde la creación del Ejército Nacional Popular de Argelia (ENPA) en 1962. Estas unidades están presentes en todos los regimientos y deben hacer guardia en las bases militares y a nivel de regimiento, su objetivo principal es dar caza a los reclutas que desertaron del servicio militar. La PMA tiene la tarea de mantener la ley y el orden dentro de los regimientos. Sin embargo, no tiene poder judicial, ya que este, está reservado a la Gendarmería Nacional de Argelia (GNA) y la Policía Nacional de Argelia (PNA).

### Argentina
El 1 de enero de 1979, se creó el Escalafón de Servicios y Seguridad (Decreto S 2578/1978) en la categoría de Personal Superior, dentro del Cuerpo Profesional y entre los grados de subteniente a coronel incluidos.

### Brasil
La Policía Militar es una fuerza de seguridad de Brasil cuya función principal es servir de policía ostensiva y preservar el orden público en los estados federados y el Distrito Federal. Se subordinan a los gobernadores y, para fines de organización, son auxiliares y reserva del Ejército Brasileño. Sus integrantes son denominados militares de los Estados, así como los integrantes de los Cuerpos de Bomberos Militares.
Cada estado tiene su propia Policía Militar, con diferentes estructuras, reglamentos y uniformes. Estos cuerpos armados no pertenecen a las policías de las Fuerzas Armadas brasileñas, las cuales tienen otras denominaciones en lengua portuguesa a saber:
Companhia de Polícia do CFN (SP) - en la Marina de Brasil;
Polícia do Exército (PE) - en el Ejército Brasileño;
Polícia da Aeronáutica (PA) - en la Fuerza Aérea Brasileña.

### Israel
La Policía Militar de Israel (en hebreo: המשטרה הצבאית) (HaMishtara HaTzvait ) es un cuerpo policial y una unidad militar que pertenece a las Fuerzas de Defensa de Israel, las FDI. La unidad fue creada en 1948 y realiza tareas de seguridad y 
gendarmería, sus actividades principales son: El control del tránsito vehicular de los vehículos militares, la investigación de los delitos que han sido cometidos por soldados israelíes, detener a los desertores de las FDI, la vigilancia de las bases militares de las FDI, la custodia de los soldados que han sido hechos prisioneros, ayudar a la Policía de Fronteras de Israel en los territorios  Judea y Samaria, la prevención de delitos y colaborar con la Policía de Israel y con las autoridades civiles del Estado. Sus reclutas se entrenan en una base militar llamada Bahad 13, sus miembros pertenecen a las FDI y tienen que completar la Tironut, la instrucción militar que reciben los miembros de las FDI.

### México
El Cuerpo de Policía Militar (PM) tiene a su cargo apoyar en la conservación del orden y en la vigilancia del cumplimiento de las leyes, reglamentos y demás disposiciones militares de carácter disciplinario, dentro de las unidades, dependencias, instalaciones (incluyendo las prisiones militares) y áreas de terreno pertenecientes al Ejército y Fuerza Aérea Mexicanos, así como participar en operaciones conjuntas de seguridad pública junto a elementos de la Guardia Nacional y de las distintas policías estatales y municipales. También apoyan en la ejecución del plan de apoyo a la población en caso de desastres naturales del Ejército, el Plan DN-III-E.
En caso de que México entrase en conflicto con alguna otra nación, la Policía Militar sería la encargada de custodiar a los prisioneros de guerra capturados.
La Policía Militar mexicana cuenta con una "sección canófila", la cual se encarga de criar y entrenar a los perros que apoyan en operaciones de detección de narcóticos y en la ejecución del Plan DN-III-E en caso de desastres naturales.
También, elementos de la Policía Militar son los que custodian la sede y residencia oficial del titular del Poder Ejecutivo, el Palacio Nacional, reemplazando a los miembros del disuelto Cuerpo de Guardias Presidenciales, a cargo del disuelto Estado Mayor Presidencial.

### Rusia
La Dirección General de la Policía Militar de Rusia es la rama del control de seguridad interna de las Fuerzas Armadas de Rusia, esta subordinada al Ministerio de Defensa de Rusia y forma parte de las Fuerzas policiales de Rusia, es conocida coloquialmente como la policía militar rusa, aunque no tiene ninguna relación con la policía civil del Ministerio del Interior de Rusia. La dirección general fue creada el 25 de marzo de 2015 por orden directa del presidente ruso Vladímir Vladímirovich Putin durante su segundo mandato, sus actividades están relacionadas con las operaciones de las fuerzas armadas rusas, su área de operaciones puede ser el territorio de la santa madre Rusia, así como también las naciones donde el país eslavo se encuentra involucrado bélicamente. El Jefe de la Dirección General de la Policía Militar de Rusia, es el viceministro de Defensa de Rusia. El actual jefe de la policía militar rusa es el teniente general Vladimir Ivanovskiy, que reemplazó al mayor general Igor Sidorkevich desde agosto de 2016.